# Plagiobryoides
Plagiobryoides là một chi rêu trong họ Bryaceae.